# Jarcová
Jarcová település Csehországban, Vsetíni járásban. Jarcová Valašské Meziříčí, Bystřička, Mikulůvka, Oznice és Poličná településekkel határos. Lakosainak száma 854 fő (2024. január 1.).

## Népesség
A település lakosságának változását az alábbi diagram mutatja:
| Lakosok száma | 655  | 705  | 709  | 755  | 737  | 745  | 848  | 840  | 855  | 854  |
|               | 1869 | 1890 | 1921 | 1950 | 1980 | 2001 | 2017 | 2019 | 2022 | 2024 |